# Collin Quaner
Collin Quaner, né le 18 juin 1991 à Düsseldorf, est un footballeur professionnel allemand. Il occupe le poste d'attaquant.

## Biographie
Le 6 septembre 2010, il reçoit une sélection en équipe d'Allemagne des moins de 20 ans, contre la Suisse, match au cours duquel il inscrit un but.
Il dispute plus de 100 matchs en deuxième division allemande.
Le 20 janvier 2017, il rejoint le club anglais d'Huddersfield Town.
Le 8 janvier 2019, il est prêté à Ipswich Town.
Le 8 janvier 2021, il rejoint Saint Mirren.